# Fabbri Group
Pour les articles homonymes, voir Fabbri.
Fabbri Group est une société de construction d'attractions basée à Bergantino en Italie et créée en 1950. 

## Historique
L'entreprise a été fondée en septembre 1950 par Romolo Fabbri, qui comme de nombreux voisins s'était converti dans la production d'attraction pour fêtes foraines. Sa première réalisation était un manège d'avions mobiles. L'entreprise évolua et dépassa les frontières italiennes dans les années 1970 avec l'arrivée de Licinio Fabbri, fils de Romolo, à la tête de l'entreprise. Durant les années 1980, l'entreprise se lance sur le marché international et sort en 1984 son best-seller, le Kamikaze, vendu à plus de 170 exemplaires en 14 ans.

## Modèle d'attractions au catalogue
- Autos tamponneuses et kart
  - véhicules pour adultes (1 et 2 places), pour enfants et bâtiments associés.

- Attractions aquatiques
  - rivière rapide en bûches (24 ou 40 personnes)
  - rivière rapide en bouées (plus de 48 personnes)
    - Hydromania (plus de 48 personnes) propose des systèmes de visée sur les bouées

- Carrousel de 20 à 55 personnes sur 1 ou 2 étages

- Grande roue de 6 à 120 m pour 24 à 416 personnes

- Manège à rotation horizontales
  - Buccaneer (18 places)
  - Chaises volantes (32 à 40 places)
  - Contact (20 places)
  - Crazy Dance (32 places)
  - King Loop (aussi appelé Shaker - 32 places)
  - Eléphants volants (24/28 places)
  - Happy Cross (22 places)
  - Happy Fable (37/38 places)
  - Mexican Dance (24 places)
  - Smashing Jump (24 places)
  - Tasses folles (45 places)
  - Telecombat (28 ou 32 places)
  - Treasure Island (24 places)

- Manèges à rotation verticale
  - Tapis volant (40 places)
  - Top Swing (24 à 30 places)
  - Tagada (40 places)
  - Whiplash (18 places)
  - Booster (8 a 24 places)

- Montagnes russes
  - Train de la mine
  - Mistral 63
  - Spinning Madness (2 modèles, 20 ou 24 personnes)
  - Wacky Worm

- Parcours scénique (normal ou train fantôme)

- Attraction pendulaire
  - Air Diver (4 personnes)
  - Bateau à bascule version 12 enfants, version 24 ou 40 adultes
  - Boomerang  (32 places)
  - Cataclysm (40 places)
  - Evolution (40 places)
  - Jupiter (24 places)
  - Kamikaze/Ranger (32 places)
  - Kamikaze II (32 places)
  - Pandemonium (64 places)
  - Skate (24 places)
  - Space Jam (24 places)
  - Top Swing (24 ou 30 places)

- Toboggans de 4, 6 et 8 lignes

- Tour
  - Elitoys  (24 places)
  - Sky Tower 30 ou 40 m (24 places)
  - Giant Drop (20 places)
  - Mega Drop (12 places)
  - Jungle Drop (8 places)
  - Jungle Jack (16 places)